# دیمیتری استراکوف
دیمیتری استراکوف (روسی: Дмитрий Владимирович Страхов؛ زادهٔ ۱۷ مهٔ ۱۹۹۵) دوچرخه‌سوار اهل روسیه است.
از باشگاه‌هایی که در آن بازی کرده‌است می‌توان به گازپروم–روس‌ولو و تیم کاتیوشا–آلپتسین اشاره کرد.